# Municipio de Lincoln (condado de Scott)
El municipio de Lincoln (en inglés: Lincoln Township) es un municipio ubicado en el condado de Scott en el estado estadounidense de Iowa. En el año 2010 tenía una población de 553 habitantes y una densidad poblacional de 8,02 personas por km².

## Geografía
El municipio de Lincoln se encuentra ubicado en las coordenadas 41°38′45″N 90°30′5″O / 41.64583, -90.50139. Según la Oficina del Censo de los Estados Unidos, el municipio tiene una superficie total de 68.96 km², de la cual 68,96 km² corresponden a tierra firme y (0 %) 0 km² es agua.

## Demografía
Según el censo de 2010, había 553 personas residiendo en el municipio de Lincoln. La densidad de población era de 8,02 hab./km². De los 553 habitantes, el municipio de Lincoln estaba compuesto por el 95,48 % blancos, el 0,9 % eran afroamericanos, el 1,99 % eran asiáticos, el 0,36 % eran de otras razas y el 1,27 % eran de una mezcla de razas. Del total de la población el 1,99 % eran hispanos o latinos de cualquier raza.